# サウンドストリート
『サウンドストリート』（Sound Street、通称「サンスト」）は、NHK-FMで1978年11月23日から1987年3月20日まで放送された音楽番組である。放送時間は、毎週月曜日 - 金曜日の22時台。

## 概要
『若いこだま』と『ヤングジョッキー』の後継番組として、AMのラジオ第1からチャンネルを移動して放送を開始。
当時の日本のポップス、ロックを代表するミュージシャンや評論家がDJを務め、当時はまだメディアで放送される機会が少なかった国内外のポップス、ロックをいち早く紹介する番組として人気があった。

## 放送時間
すべてJST。
| 期間                       | 放送時間（日本時間）                  |
| -------------------------- | ------------------------------------- |
| 1978年11月23日 - 1982年3月 | 月曜日 - 金曜日 22:20 - 23:00（40分） |
| 1982年4月 - 1983年3月      | 月曜日 - 金曜日 22:15 - 23:00（45分） |
| 1983年4月 - 1985年3月      | 月曜日 - 金曜日 22:00 - 22:45（45分） |
| 1985年4月 - 1987年3月20日  | 月曜日 - 金曜日 22:00 - 22:50（50分） |

## 出演者
| 期間    | 期間   | 月曜日     | 火曜日   | 水曜日       | 木曜日     | 金曜日   |
| ------- | ------ | ---------- | -------- | ------------ | ---------- | -------- |
| 1978.4  | 1980.9 | 松任谷正隆 | 森永博志 | 甲斐よしひろ | 渋谷陽一   | 渋谷陽一 |
| 1980.10 | 1981.3 | 松任谷正隆 | 森永博志 | 烏丸せつこ   | 渋谷陽一   | 渋谷陽一 |
| 1981.4  | 1982.9 | 佐野元春   | 坂本龍一 | 烏丸せつこ   | 渋谷陽一   | 渋谷陽一 |
| 1982.10 | 1983.3 | 佐野元春   | 坂本龍一 | 川村恭子     | 渋谷陽一   | 渋谷陽一 |
| 1983.4  | 1986.3 | 佐野元春   | 坂本龍一 | 甲斐よしひろ | 山下達郎   | 渋谷陽一 |
| 1986.4  | 1987.3 | 佐野元春   | 松浦雅也 | 甲斐よしひろ | 大沢誉志幸 | 平山雄一 |

## コーナー
- 坂本龍一担当日の目玉企画のひとつであった「デモテープ特集」ではリスナーからデモテープを募集し、アマチュア作品を中心として流した。若き日のテイ・トウワや槇原敬之が投稿しており、いくつかの作品がCD『DEMO TAPE-1』（MDC4-1070）に収録されている。
- 山下達郎の担当日ではオールディーズやブラックミュージック、またソロ歌手としてデビュー後は彼のコンサートツアーでの音源（いわゆる「PAアウト」）の特集のほか、新春1月には3週にわたって、大瀧詠一をゲストに迎えた「新春放談」が放送された[2]。
元々新春放談の原点となったのは、この番組のさらに2年半前、1981年8月にNHK-FMの特別番組として放送された『サウンド・オブ・ポップス』の最終日に行われたライブセッションである[3]。毎回「前後編の2回程度（放送音源にもその説明あり）」を予定しながらも、トークが盛り上がるため、前後編では収まり切れずに「第3部」が放送された。
この企画は山下が番組卒業後、渋谷陽一、佐野元春、萩原健太がパーソナリティーを務める番組や自身の別番組に引き継がれたのち、1992年からは『山下達郎のサタデー・ソングブック（後のサンデー・ソングブック）』（TOKYO FM）の正月恒例企画として放送され、2011年まで継続された。その後大滝の個人的な事情という理由で一度終了（2013年12月大滝は他界）したが、2020年以後、山下との親交がある宮治淳一をパートナーに「新春放談」の新シリーズを行っている。また、山下の音楽の趣味はたびたびサンソンでも特定のアーティスト特集や「○○での棚からひとつかみ」のコーナーとして取り上げていることも多い。

## 放送終了後
- 2008年11月から2010年3月まで、『サウンドストリート』の放送開始30周年とNHK-FMの40周年を記念し、「NHK青春ラジカセ」という特設サイトにて当時の放送の一部を無料で聞くことができた[4]。
- 2009年3月4日から2009年3月28日まで、『サウンドストリート・アーカイブス』を放送[5]。
- 2009年4月から佐野DJ時の番組副題『元春レイディオ・ショー』が単独番組として同局で22年ぶりに復活し、2014年3月まで5年間放送されたのち、他局で2度にわたって復活した（リンク先参照）。

## 番組の現存状況
本放送当時の番組の音源がNHKアーカイブスに保存されていなかったため、関係者やリスナーから提供されたエアチェックをDATに変換して保存している（ノイズがある一部の放送回はPro Toolsでノイズリダクションを行っている）。